# Romhányi
A Romhányi régi magyar családnév, amely a származási helyre utalhat: Romhány (Nógrád vármegye) vagy Romhánypuszta (Szlovákia, korábban Nógrád vármegye).

## Híres Romhányi nevű személyek
- Romhányi Attila ornitológus, ismeretterjesztő; több könyvet írt, illetve szerkesztett  a papagájokról
- Romhányi Árpád (1894–1987) tanár, vegyészmérnök, igazgató, cserkész.
- Romhányi György (1905–1991) magyar orvos, patológus, amiloidkutató
- Romhányi János (1865–1918) Nyitra vármegyei levéltáros
- Romhányi József (1921–1983) író, költő, műfordító, érdemes művész
- Romhányi Klaudia (1972) koreanista, orientalista
- Romhányi László (1944–2005) rendező, a Jurta Színház igazgatója
- Romhányi László (1963) súlyemelő